# Cetirți, Kiustendil
Cetirți (în bulgară Четирци) este un sat în comuna Nevestino, regiunea Kiustendil,  Bulgaria. 

## Demografie
Componența etnică a satului Cetirți
     Bulgari (97,02%)
     Nicio identificare (2,97%)
     Altele (0%)
La recensământul din 2011, populația satului Cetirți era de 168 locuitori. Din punct de vedere etnic, majoritatea locuitorilor (97,02%) erau bulgari. Pentru 2,97% din locuitori nu este cunoscută apartenența etnică.